# 新潟交通モワ51形電車
新潟交通モワ51形電車（にいがたこうつうモワ51がたでんしゃ）は、新潟交通電車線で使用されていた有蓋電動貨車である。モワ51の1形式1両のみが在籍した。

## 概要
新潟交通の前身の1つで、後の電車線を開業させた新潟電鉄が、軌道線・鉄道線直通用車両として、1933年の路線開業時、旅客用のモハ11形11 - 14（後に機器をモハ10形・モハ20形・モハ24形に流用）、クハ31形31・32（後に機器をクハ45形に流用）とともに、日本車輌東京支店で製造させた貨物列車用の車両である。
新潟電鉄は貨物の輸送量を多く見込まなかったため、電気機関車でなく本形式の新造に代えており、旅客用電車も機関車の代わりとしていた。
路線開業以降は単独、あるいは国鉄から燕駅経由で直通してきた貨車を牽引して、貨物列車で使用された（二軸貨車は最大8両程度まで牽引していた）。
塗装は登場当時は緑一色だったが、戦後に黄色と緑の塗装に変更され、さらに70年代以降に前面の金太郎塗り分けを辞めて現在保存中の塗装に落ち着いた。
また、冬季にはキ1形1（元国鉄キ1形36）、後にキ100形116による除雪列車運転時の動力車としても使用されていた。この際、除雪車は燕・月潟寄りに連結され、東関屋・白山前寄りに連結した本形式で推進していた。なお、除雪車にはこのために本形式用のマスコンが取り付けられていた。
1982年の貨物列車廃止以降は、専らキ100形の動力車としての役割であった。
東関屋駅 - 白山前駅間の併用軌道乗り入れの関係で排障器が取り付けられていたが、1992年の同区間の廃止により撤去されている。また、前記の除雪列車運転時は、東関屋・白山前寄りにスノープラウを装着していた。
電車線に於いて、開業から1999年の廃線までほとんど変わらない姿で使用されており、また他車が17 - 18m級の電車になってゆく中で11mの小さな車体であったため、電車線のマスコット的存在であった。

## 廃車と保存
電車線廃線当日の1999年4月5日、晩年の相方キ116と連結、途中でモハ11も連結して月潟駅まで回送され、そのまま3両とも同地で静態保存された。
その後、モハ11、キ116とともに、ボランティア団体であるかぼちゃ電車保存会により管理してきたが老朽化が進行。2022年（令和4年）から始められたイベントを契機に3両の修復作業が行われ、2025年（令和7年）までに完了。同年7月27日に記念式典が開催された。